# John Clayton
John Clayton (* 1685 o 1686 - 15 de diciembre de 1773, Virginia) fue un botánico inglés.
Llega a América en 1705. Fue asistente clerical de 1705 a 1722, y luego clérigo de 1722 a 1773.
Recolecta numerosos especímenes botánicos en Virginia que son determinados por Laurentius Theodorus Gronovius (1730-1777) y publicados en su Flora Virginia de 1739.
Una parte de su colección se conserva en el Museo de Historia Natural de Londres (Natural History Museum).
Carlos Linneo (1707-1778) le dedica en 1753 el género botánico de Claytonia de la familia de las Portulacaceae.

## Fuente
- Allen G. Debus (dir.) (1968). World Who’s Who in Science. A Biographical Dictionary of Notable Scientists from Antiquity to the Present. Marquis-Who’s Who (Chicago) : xvi + 1855 pp.

- La abreviatura «J.Clayton» se emplea para indicar a John Clayton como autoridad en la descripción y clasificación científica de los vegetales.[1]